# Don't Worry Darling
Don't worry Darling és una pel·lícula de terror psicològic dirigida per Olivia Wilde, qui va produir la pel·lícula amb Roy Lee i Katie Silberman. Wilde va escriure el guió amb els actors Carey i Shane van Dyke, i també junt amb la guionista Katie Silberman. S'ha subtitulat al català.
La pel·lícula gira al voltant d'una mestressa de casa a la dècada del 1950 i el càsting de la pel·lícula compta amb Florence Pugh i Harry Styles amb els papers principals, junt amb Chris Pine, Gemma Chan, KiKi Layne, i la mateixa Wilde també hi apareix.
Don't Worry Darling va tenir la seva première mundial al 79è Festival Internacional de Cinema de Venècia el 5 de setembre de 2022 i es va estrenar el 23 de setembre de 2022. La pel·lícula va rebre crítiques diverses de la crítica, que van elogiar l'actuació de Pugh i el disseny de producció, però van criticar el guió, l'actuació de Styles i la direcció de Wilde.

## Sinopsi
L'Alice (Florence Pugh) i el Jack (Harry Styles) tenen la sort de poder viure en la comunitat idealitzada de Victoria, una ciutat experimental creada per una companyia on els homes treballen per l'anomenat "Projecte Victoria", que és d'alt secret, i viuen amb les seves famílies. El problema sorgeix quan comencen a aparèixer esquerdes en la seva idílica vida, exposant detalls d'alguna cosa molt més sinistra que s'amaga sota la superfície, l'Alice no podrà evitar qüestionar-se per què estan vivint a la vila de Victoria.

## Càsting
- Florence Pugh com a Alice, la dona de Jack
- Harry Styles com a Jack, el marit d'Alice
- Chris Pine com el líder d'un misteriós lloc de treball de culte
- Olivia Wilde
- Gemma Chan com a Shelley
- KiKi Layne com a Margaret
- Sydney Chandler
- Nick Kroll
- Douglas Smith
- Kate Berlant
- Asif Ali
- Timothy Simons
- Ari'el Stachel
- Dita Von Teese

## Producció
L'agost de 2019 es va anunciar que estava tenint lloc una guerra de licitació entre 18 estudis diferents per adquirir el projecte dirigit per Olivia Wilde. Finalment, el projecte el va guanyar New Line Cinema el mateix mes. El guió va aparèixer a la Blacklist de 2019, una llista annual creada ara fa 16 anys on es puntuen els guions de films encara no produïts.
A l'abril de 2020, Florence Pugh, Shia LaBeouf i Chris Pine es van afegir al repartiment dels actors de la pel·lícula, junt amb Dakota Johnson, qui es va unir el mes següent. El mes de setembre de 2020, Harry Styles va unir el repartiment de la pel·lícula, substituint a l'actor Shia LaBeouf, qui va haver de marxar degut a un conflicte de programació. A l'octubre de 2020, Gemma Chan i KiKi Layne es van unir el repartiment de la pel·lícula, Layne substituint a Johnson, que també va haver de marxar a causa d'un conflicte amb la programació d'una altra pel·lícula on també hi apareix, "The Lost Daughter" El mateix mes, Sydney Chandler, Nick Kroll, Douglas Smith, Kate Berlant, Asif Ali, Timothy Simons, i Ari'el Stachel es van unir el repartiment de la pel·lícula.
La fotografia principal (rodatge) va començar el 20 d'octubre de 2020. Es va aturar temporalment el 4 de novembre, després que es detectés un cas positiu de COVID-19 a l'equip.